# 레오 2세 (동로마 제국)
레오 2세(라틴어: Flavius Leo, 467년 - 474년 11월 17일)는 로마 제국의 황제로 외할아버지 레오 1세로부터 카이사르에서 아우구스투스로 승격된 473년 11월부터 죽을 때까지 약 1년 동안 동로마 제국의 황제였다.
그는 레오 1세의 외손자로 아버지는 제논이었다. 레오 1세는 죽기 다섯달 전에 사위인 제논 대신 레오 2세를 공동 황제로 임명하였고 할아버지가 죽자 레오 2세는 7살의 나이로 황제가 되었으나 그 자리에서 아버지 제논을 공동 황제로 임명했다. 레오는 제위에 있은 지 약 10달 만에 죽었고 제논이 단독으로 황제가 되었다.